# Deșertul tătarilor
Deșertul tătarilor (în italiană Il deserto dei Tartari) este un roman istoric scris de autorul italian Dino Buzzati și publicat în 1940.

## Rezumat
Romanul relatează povestea unui tânăr ofițer, Giovanni Drogo, și a vieții pe care și-o petrece păzind Fortul Bastiani, o fortăreață veche de la graniță. Deși se trăiește într-o continuă stare de alarmă, viețile capătă sens doar în perspectiva unui atac al dușmanilor, acoperindu-i de glorie pe oamenii armelor. Întorcându-se într-o permisie în oraș, Diovanni Drogo, constată că viața merge înainte și că nimeni nu are nevoie de el. Simțindu-se străin față de prieteni și chiar de mama sa, acesta se fotărăște să se întoarcă întoarcă în fortăreață. La 54 de ani, acesta ajunge maior și comandant adjunct al Fortului, dar cu sănătatea șubrezită. În momentul când tătarii năvălesc peste el, acesta este prea bolnav pentru a mai participa la luptă. Unii sfîrșind tragic deoarece moartea transformă orice viață umilă în destin.

## Ecranizări
- Deșertul tătarilor (Il deserto dei tartari, 1976), regia Valerio Zurlini, cu Jacques Perrin, Vittorio Gassman și Giuliano Gemma.

## Ediții în limba română
- Dino Buzzati, Deșertul tătarilor, tradus de Niculina Bengus, București, 1972, 219 pag.: Editura Minerva, Colecția Biblioteca pentru toți, nr. 713;
- Dino Buzzati, Deșertul tătarilor, tradus de Niculina Bengus-Tudoriu, București, 2011, 404 pag.: Editura Polirom, Colecția Top 10+, ISBN 978-973-46-1980-1;